# Enzo Zaïtri
Pas d'image ? Cliquez ici

a Compétitions nationales et continentales officielles uniquement.

b Matchs officiels uniquement.
Dernière mise à jour le 11 juin 2025.
Enzo Zaïtri (en arabe : انزو زيتري), né le 10 juin 2000 à Toulouse, est un joueur international algérien de rugby à XV qui évolue au poste de deuxième ligne au sein de l'effectif du Avenir valencien en Nationale 2. Il mesure 2,00 m pour 115 kg.

## Biographie

### Carrière en club
Le 8 novembre 2020, il fait ses débuts avec les professionnels lors du match de Pro D2 face à US Carcassonne.
Lors de la saison 2021-2022, Enzo Zaïtri fait partie des cadres de l'équipe espoir et a également pris part à un match avec les professionnels face à US Montauban.

### Carrière internationale
Enzo Zaïtri a honoré sa première cape internationale avec l'équipe d'Algérie, le 14 juillet 2021 contre le Ghana, défaite 22 à 20, lors de la Rugby Africa Cup à Kampala en Ouganda.
Puis le 18 juillet 2021, il s'impose face au pays hôte 16 à 22 et se qualifie pour le Top 8 africain.
Le 19 mars 2022, il est convoqué pour un test-match contre la Côte d'Ivoire, à Toulouse en France. Le XV aux deux Lions s'impose sur le score de 37 à 13.
Il est rappelé à l'intersaison 2022 par la sélection algérienne afin de disputer la phase finale de la Coupe d'Afrique, faisant office de tournoi qualificatif de la zone Afrique pour la Coupe du monde 2023.
Il est titulaire le 2 juillet 2022 contre le Sénégal pour le premier match des phases finales de la Coupe d'Afrique, à Aix-en-Provence en France, victoire de l'Algérie 35 à 12.
Pour sa première participation à la Coupe d'Afrique, l'Algérie termine troisième.

## Statistiques en équipe nationale
- International algérien : 8 sélections depuis 2021.
- Sélections par année : 2 en 2021, 2 en 2022 et 4 en 2024.